# Pedru Pisurzi
Juan Maria Demela Pesucciu o Pisutzu, conosciuto come Pisurzi (ed erroneamente Pedru 'Pietro' Pisurzi) (Bantine, 1707 – Bantine, 1796), è stato un poeta e religioso sardo.

## Biografia
Il nome di questo poeta sardo nella forma Pisurzi o Pesuccio (Pietro), è il frutto di una cattiva identificazione da parte del primo biografo Pasquale Tola, come hanno da tempo informato alcuni studiosi e da ultimo con ampiezza di argomenti e di documentazione Giancarlo Porcu. All'anagrafe, il poeta, viceparroco di Bantine, risulta essere Juan Maria Demela, talvolta accompagnato da un secondo cognome scritto con grande varietà di forme, fra le quali le più frequenti sono: Pesuchu (secondo la grafia spagnola del tempo), Pesucciu, Pisuçu (equivalente a Pisutzu nella scrittura moderna del sardo). Si tratta semplicemente del secondo cognome del padre del poeta (Salvadore Demela Pisuçu). Il prenome Pietro appartenne in realtà a un fratello minore del poeta, nato nel 1724 e morto in fasce, nominato Pedru (Pietro) Maria Pisuciu nell'atto di battesimo che venne scambiato per quello del poeta.  L'unica forma legittima per nominare l'autore resta dunque il solo cognome Pisurzi (dal campidanese pisurci = pianta e frutto del pisello), base etimologica degli adattamenti logudoresi Pesucciu/Pisucciu e Pesutzu/Pisutzu. 
Di Pisurzi sono tramandate 19 cantones (= canzoni, poesie) ritenute autentiche: 9 appartenenti alla vulgata trasmessa nelle raccolte curate da Giovanni Spano; le altre 10 nuovamente scoperte da Giancarlo Porcu e proposte in edizione critica.  Fra i testi più celebri si citano Cantone de su cabaddareddu (Canzone del cavalluccio), S'abe (L'ape), S'anzone (L'agnella), Cantone de sos ballos (Canzone sui balli), Cantone de sas festas (Canzone sulle feste), Cando nos semus amados (Quando eravamo innamorati).